# Reinaldo Alguz
Reinaldo de Souza Alguz (Tupã, 6 de janeiro de 1963), mais conhecido como Reinaldo Alguz, é um engenheiro agrônomo, empresário e político brasileiro, filiado ao União Brasil (UNIÃO).
Atualmente é deputado estadual pelo estado de São Paulo.

## Ligações externa
- Reinaldo Alguz - Ex-Deputado Estadual